# Imoco Volley 2024-2025
Questa voce raccoglie le informazioni riguardanti l'Imoco Volley nelle competizioni ufficiali della stagione 2024-2025.

## Stagione
Nella stagione 2024-25 l'Imoco Volley assume la denominazione sponsorizzata di Prosecco DOC Imoco Conegliano nelle competizioni nazionali e Antonio Carraro Imoco Volley in quelle internazionali.
I successi nella stagione 2023-24 sia in Coppa Italia che in campionato consentono al club di Conegliano di partecipare alla Supercoppa italiana, competizione che vince per l'ottava volta, superando in finale la Pro Victoria.
Partecipa per la tredicesima volta alla Serie A1; chiude la regular season di campionato al primo posto in classifica, qualificandosi per i play-off scudetto: si aggiudica l'ottavo scudetto battendo nella serie finale la Pro Victoria.
Grazie al primo posto al termine del girone di andata di campionato, l'Imoco si qualifica per la Coppa Italia: conquista la competizione a seguito della vittoria in finale contro la Pro Victoria.
La vittoria della Champions League 2023-24 qualifica l'Imoco al campionato mondiale per club: vinto il proprio girone, supera in semifinale l'altra compagine italiana del Pro Victoria e in finale le cinesi del Tianjin, aggiudicandosi il terzo titolo nel torneo.
I risultati ottenuti nella stagione precedente permettono l'accesso alla Champions League: passata la fase a gironi al primo posto nel proprio raggruppamento, ha la meglio nei quarti di finale sul Developres Rzeszów, in semifinale sulla Pro Victoria e in finale, conquistando così il terzo titolo europeo, sulla Savino Del Bene.

## Organigramma societario
Area direttiva
- Presidente: Piero Garbellotto
- Copresidente: Pietro Maschio
- Vicepresidente: Elena Polo
- Presidente onorario: Emilio Corvo
- Team manager: Pier Paolo Zanasi
- Responsabile palasport e materiali: Gianfranco Tonon
- Segreteria: Martina Michielin
- Responsabile arbitri: Pasqual Maurizio
- Scouting settore giovanile: Silvia Giovanardi
- Steff collaborator: Lorenzo Ragazzon

Area tecnica
- Allenatore: Daniele Santarelli
- Allenatore in seconda: Tommaso Barbato
- Assistente allenatore: Andrea Zotta, Maurizio Mora
- Scout man: Marco Greco
- Dirigente settore giovanile: Gianbattista De Mori

Area comunicazione
- Ufficio comunicazione: Simone Fregonese, Matteo Vettori
- Area web: Paolo Moret
- Fotografo: Michele Gregolin
- Speaker: Luca Barzi
- Responsabile eventi: Gabriele Maramieri
- Responsabile curva: Alessio Scandiuzzi
- Social media manager: Matteo Vettori

Area marketing
- Responsabile marketing: Simone Fregonese
- Responsabile commerciale: Isabella Minato
- Biglietteria: Leonardo De Vido
- Store manager: Leonardo De Vido

Area sanitaria
- Medico: Claudio Dalla Torre, Lorenzo Segre, Vito Lamberti
- Fisioterapista: Ilenia Marin, Francesco Zucca
- Preparatore atletico: Marco Da Lozzo, Alberto Padovan

## Rosa
| N° | Nome                 | Ruolo | Data di nascita   | Nazionalità sportiva |
| -- | -------------------- | ----- | ----------------- | -------------------- |
| 1  | Gabriela Guimarães   | S     | 19 maggio 1994    | Brasile              |
| 4  | Zhu Ting             | S     | 29 novembre 1994  | Cina                 |
| 6  | Nanami Seki          | P     | 12 giugno 1999    | Giappone             |
| 7  | Katja Eckl           | C     | 6 maggio 2003     | Italia               |
| 9  | Marina Lubian        | C     | 11 aprile 2000    | Italia               |
| 10 | Monica De Gennaro    | L     | 8 gennaio 1987    | Italia               |
| 11 | Isabelle Haak        | O     | 11 luglio 1999    | Svezia               |
| 14 | Joanna Wołosz        | P     | 7 aprile 1990     | Polonia              |
| 15 | Merit Adigwe         | O     | 24 agosto 2006    | Italia               |
| 16 | Khalia Lanier        | S     | 19 settembre 1998 | Stati Uniti          |
| 17 | Martyna Łukasik      | S     | 26 novembre 1999  | Polonia              |
| 18 | Cristina Chirichella | C     | 10 febbraio 1994  | Italia               |
| 19 | Sarah Fahr           | C     | 12 settembre 2001 | Italia               |
| 20 | Anna Bardaro         | L     | 29 aprile 2005    | Italia               |

## Mercato
| Acquisti | Acquisti             | Acquisti        | Acquisti   |
| R.       | Nome                 | da              | Modalità   |
| -------- | -------------------- | --------------- | ---------- |
| O        | Merit Adigwe         | Pool Piave      | definitivo |
| C        | Cristina Chirichella | AGIL            | definitivo |
| C        | Katja Eckl           | Talmassons      | definitivo |
| S        | Gabriela Guimarães   | VakıfBank       | definitivo |
| S        | Martyna Łukasik      | Chemik Police   | definitivo |
| P        | Nanami Seki          | Toray Arrows    | definitivo |
| S        | Zhu Ting             | Savino Del Bene | definitivo |

| Cessioni | Cessioni           | Cessioni           | Cessioni   |
| R.       | Nome               | a                  | Modalità   |
| -------- | ------------------ | ------------------ | ---------- |
| P        | Madison Bugg       | Athletes Unlimited | definitivo |
| C        | Robin de Kruijf    | -                  | ritirata   |
| S        | Alessia Gennari    | LOVB Austin        | definitivo |
| O        | Vittoria Piani     | Bergamo 1991       | definitivo |
| S        | Kathryn Plummer    | Eczacıbaşı         | definitivo |
| S        | Kelsey Robinson    | LOVB Atlanta       | definitivo |
| C        | Federica Squarcini | AGIL               | definitivo |

## Risultati

### Serie A1

#### Girone di andata
| 1ª giornata - 6 ottobre 2024 PalaVerde, Villorba               | Imoco                | 3 - 0 | UYBA            | 25-15, 25-22, 25-14        |
| 2ª giornata - 13 ottobre 2024 Palazzetto dello Sport, Latisana | Talmassons           | 0 - 3 | Imoco           | 23-25, 20-25, 18-25        |
| 3ª giornata - 20 ottobre 2024 Palazzetto dello Sport, Roma     | Roma Club            | 1 - 3 | Imoco           | 23-25, 17-25, 25-23, 20-25 |
| 4ª giornata - 27 ottobre 2024 PalaVerde, Villorba              | Imoco                | 3 - 0 | Bergamo 1991    | 25-13, 25-17, 25-23        |
| 5ª giornata - 30 ottobre 2024 PalaCampanara, Pesaro            | Megavolley           | 0 - 3 | Imoco           | 19-25, 19-25, 12-25        |
| 6ª giornata - 3 novembre 2024 PalaVerde, Villorba              | Imoco                | 3 - 0 | Savino Del Bene | 25-20, 25-23, 30-28        |
| 7ª giornata - 10 novembre 2024 PalaMaddalene, Chieri           | Chieri '76           | 1 - 3 | Imoco           | 16-25, 23-25, 25-23, 21-25 |
| 8ª giornata - 17 novembre 2024 PalaVerde, Villorba             | Imoco                | 3 - 0 | Pinerolo        | 25-21, 25-15, 25-14        |
| 9ª giornata - 22 novembre 2024 Forum di Milano, Assago         | Pro Victoria         | 0 - 3 | Imoco           | 20-25, 18-25, 15-25        |
| 10ª giornata - 1º dicembre 2024 PalaVerde, Villorba            | Imoco                | 3 - 0 | AGIL            | 25-21, 25-16, 25-23        |
| 11ª giornata - 4 dicembre 2024 PalaCastagnaretta, Cuneo        | Cuneo Granda         | 0 - 3 | Imoco           | 20-25, 17-25, 18-25        |
| 12ª giornata - 7 dicembre 2024 PalaVerde, Villorba             | Imoco                | 3 - 0 | Firenze         | 25-12, 25-22, 25-13        |
| 13ª giornata - 17 ottobre 2024 PalaEvangelisti, Perugia        | Black Angels Perugia | 0 - 3 | Imoco           | 14-25, 17-25, 21-25        |

#### Girone di ritorno
| 14ª giornata - 29 gennaio 2025 PalaPiantanida, Busto Arsizio                | UYBA            | 0 - 3 | Imoco                | 15-25, 22-25, 19-25               |
| 15ª giornata - 26 dicembre 2024 PalaVerde, Villorba                         | Imoco           | 3 - 0 | Talmassons           | 25-22, 25-19, 28-26               |
| 16ª giornata - 5 gennaio 2025 PalaVerde, Villorba                           | Imoco           | 3 - 1 | Roma Club            | 19-25, 25-12, 25-22, 26-24        |
| 17ª giornata - 12 gennaio 2025 PalaFacchetti, Treviglio                     | Bergamo 1991    | 0 - 3 | Imoco                | 22-25, 20-25, 21-25               |
| 18ª giornata - 15 gennaio 2025 PalaVerde, Villorba                          | Imoco           | 3 - 1 | Megavolley           | 25-16, 25-18, 22-25, 25-19        |
| 19ª giornata - 18 gennaio 2025 PalaWanny, Firenze                           | Savino Del Bene | 0 - 3 | Imoco                | 21-25, 14-25, 13-25               |
| 20ª giornata - 26 gennaio 2025 PalaVerde, Villorba                          | Imoco           | 3 - 0 | Chieri '76           | 25-18, 25-19, 25-17               |
| 21ª giornata - 2 febbraio 2025 Palazzetto dello Sport, Villafranca Piemonte | Pinerolo        | 0 - 3 | Imoco                | 17-25, 10-25, 14-25               |
| 22ª giornata - 12 febbraio 2025 PalaVerde, Villorba                         | Imoco           | 3 - 0 | Pro Victoria         | 25-17, 25-21, 25-16               |
| 23ª giornata - 16 febbraio 2025 PalaTerdoppio, Novara                       | AGIL            | 2 - 3 | Imoco                | 19-25, 25-19, 23-25, 25-19, 10-15 |
| 24ª giornata - 22 febbraio 2025 PalaVerde, Villorba                         | Imoco           | 3 - 0 | Cuneo Granda         | 25-20, 25-15, 25-16               |
| 25ª giornata - 25 febbraio 2025 PalaWanny, Firenze                          | Firenze         | 1 - 3 | Imoco                | 25-21, 22-25, 15-25, 23-25        |
| 26ª giornata - 1º marzo 2025 PalaVerde, Villorba                            | Imoco           | 3 - 0 | Black Angels Perugia | 25-17, 25-23, 25-19               |

#### Play-off scudetto
| Quarti di finale (gara 1) - 9 marzo 2025 PalaVerde, Villorba        | Imoco        | 3 - 0 | Bergamo 1991 | 25-18, 25-11, 25-16        |
| Quarti di finale (gara 2) - 16 marzo 2025 ChorusLife Arena, Bergamo | Bergamo 1991 | 0 - 3 | Imoco        | 13-25, 21-25, 19-25        |
| Semifinali (gara 1) - 22 marzo 2025 PalaVerde, Villorba             | Imoco        | 3 - 0 | AGIL         | 25-17, 25-16, 25-13        |
| Semifinali (gara 2) - 29 marzo 2025 PalaTerdoppio, Novara           | AGIL         | 3 - 0 | Imoco        | 25-19, 25-20, 25-23        |
| Semifinali (gara 3) - 6 aprile 2025 PalaVerde, Villorba             | Imoco        | 3 - 1 | AGIL         | 16-25, 25-18, 25-11, 25-15 |
| Semifinali (gara 4) - 9 aprile 2025 PalaTerdoppio, Novara           | AGIL         | 1 - 3 | Imoco        | 26-28, 25-23, 20-25, 16-25 |
| Finale (gara 1) - 16 aprile 2025 PalaVerde, Villorba                | Imoco        | 3 - 1 | Pro Victoria | 25-17, 24-26, 25-21, 25-13 |
| Finale (gara 2) - 19 aprile 2025 Forum di Milano, Assago            | Pro Victoria | 0 - 3 | Imoco        | 22-25, 20-25, 18-25        |
| Finale (gara 3) - 22 aprile 2025 PalaVerde, Villorba                | Imoco        | 3 - 0 | Pro Victoria | 25-22, 25-20, 25-21        |

### Coppa Italia
| Quarti di finale - 30 dicembre 2024 PalaVerde, Villorba        | Imoco | 3 - 0 | Megavolley   | 25-18, 25-22, 25-20 |
| Semifinali - 8 febbraio 2025 Unipol Arena, Casalecchio di Reno | Imoco | 3 - 0 | AGIL         | 25-21, 25-21, 25-23 |
| Finale - 9 febbraio 2025 Unipol Arena, Casalecchio di Reno     | Imoco | 3 - 0 | Pro Victoria | 37-35, 25-20, 25-20 |

### Supercoppa italiana
| Finale - 28 settembre 2024 Palazzo dello Sport, Roma | Imoco | 3 - 2 | Pro Victoria | 20-25, 25-16, 21-25, 25-23, 15-11 |

### Campionato mondiale per club

#### Fase a gironi
| 1ª giornata - 17 dicembre 2024 Yellow Dragon Sports Center, Hangzhou | Imoco | 3 - 0 | Praia Clube          | 25-20, 25-15, 25-15 |
| 2ª giornata - 18 dicembre 2024 Yellow Dragon Sports Center, Hangzhou | Imoco | 3 - 0 | Ninh Bình            | 25-16, 25-8, 25-15  |
| 3ª giornata - 20 dicembre 2024 Yellow Dragon Sports Center, Hangzhou | Imoco | 3 - 0 | Red Rockets Kawasaki | 25-21, 25-20, 25-19 |

#### Fase a eliminazione diretta
| Semifinali - 21 dicembre 2024 Yellow Dragon Sports Center, Hangzhou | Imoco   | 3 - 0 | Pro Victoria | 25-23, 25-14, 25-23 |
| Finale - 22 dicembre 2024 Yellow Dragon Sports Center, Hangzhou     | Tianjin | 0 - 3 | Imoco        | 21-25, 15-25, 20-25 |

### Champions League

#### Fase a gironi
| 1ª giornata - 7 novembre 2024 PalaVerde, Villorba                | Imoco              | 3 - 0 | HAOK Mladost       | 26-24, 25-10, 25-15        |
| 2ª giornata - 12 novembre 2024 Kolodruma, Plovdiv                | Marica             | 0 - 3 | Imoco              | 23-25, 17-25, 17-25        |
| 3ª giornata - 27 novembre 2024 Hala Podpromie, Rzeszów           | Developres Rzeszów | 1 - 3 | Imoco              | 28-30, 20-25, 25-23, 15-25 |
| 4ª giornata - 10 dicembre 2024 PalaVerde, Villorba               | Imoco              | 3 - 0 | Marica             | 25-18, 25-12, 25-19        |
| 5ª giornata - 9 gennaio 2025 Dom odbojke Bojan Stranić, Zagabria | HAOK Mladost       | 0 - 3 | Imoco              | 16-25, 16-25, 23-25        |
| 6ª giornata - 22 gennaio 2025 PalaVerde, Villorba                | Imoco              | 3 - 0 | Developres Rzeszów | 25-11, 25-15, 25-19        |

#### Fase a eliminazione diretta
| Quarti di finale (andata) - 5 marzo 2025 Hala Podpromie, Rzeszów | Developres Rzeszów | 0 - 3 | Imoco              | 22-25, 17-25, 27-29        |
| Quarti di finale (ritorno) - 12 marzo 2025 PalaVerde, Villorba   | Imoco              | 3 - 0 | Developres Rzeszów | 25-18, 25-19, 25-22        |
| Semifinali - 3 maggio 2025 Ülker Sports Arena, Istanbul          | Pro Victoria       | 1 - 3 | Imoco              | 21-25, 25-20, 17-25, 23-25 |
| Finale - 4 maggio 2025 Ülker Sports Arena, Istanbul              | Imoco              | 3 - 0 | Savino Del Bene    | 25-16, 25-21, 25-19        |

## Statistiche

### Statistiche di squadra
| Competizione                 | Punti | In casa | In casa | In casa | In trasferta | In trasferta | In trasferta | Totale | Totale | Totale |
| Competizione                 | Punti | G       | V       | P       | G            | V            | P            | G      | V      | P      |
| ---------------------------- | ----- | ------- | ------- | ------- | ------------ | ------------ | ------------ | ------ | ------ | ------ |
| Serie A1                     | 77    | 18      | 18      | 0       | 17           | 16           | 1            | 35     | 34     | 1      |
| Coppa Italia                 | -     | 1       | 1       | 0       | 0            | 0            | 0            | 3      | 3      | 0      |
| Supercoppa italiana          | -     | -       | -       | -       | -            | -            | -            | 1      | 1      | 0      |
| Campionato mondiale per club | 9     | -       | -       | -       | -            | -            | -            | 5      | 5      | 0      |
| Champions League             | 18    | 4       | 4       | 0       | 4            | 4            | 0            | 10     | 10     | 0      |
| Totale                       | -     | 23      | 23      | 0       | 21           | 20           | 1            | 54     | 53     | 1      |

G = partite giocate; V = partite vinte; P = partite perse

### Statistiche dei giocatori
| Giocatore      | Serie A1 | Serie A1 | Serie A1 | Serie A1 | Serie A1 | Coppa Italia | Coppa Italia | Coppa Italia | Coppa Italia | Coppa Italia | Supercoppa italiana | Supercoppa italiana | Supercoppa italiana | Supercoppa italiana | Supercoppa italiana | Campionato mondiale per club | Campionato mondiale per club | Campionato mondiale per club | Campionato mondiale per club | Campionato mondiale per club | Champions League | Champions League | Champions League | Champions League | Champions League | Totale | Totale | Totale | Totale | Totale |
| Giocatore      | P        | PT       | AV       | MV       | BV       | P            | PT           | AV           | MV           | BV           | P                   | PT                  | AV                  | MV                  | BV                  | P                            | PT                           | AV                           | MV                           | BV                           | P                | PT               | AV               | MV               | BV               | P      | PT     | AV     | MV     | BV     |
| -------------- | -------- | -------- | -------- | -------- | -------- | ------------ | ------------ | ------------ | ------------ | ------------ | ------------------- | ------------------- | ------------------- | ------------------- | ------------------- | ---------------------------- | ---------------------------- | ---------------------------- | ---------------------------- | ---------------------------- | ---------------- | ---------------- | ---------------- | ---------------- | ---------------- | ------ | ------ | ------ | ------ | ------ |
| M. Adigwe      | 23       | 116      | 98       | 5        | 13       | 1            | 3            | 3            | 0            | 0            | 1                   | 0                   | 0                   | 0                   | 0                   | 3                            | 21                           | 15                           | 3                            | 3                            | 5                | 43               | 33               | 3                | 7                | 33     | 183    | 149    | 11     | 23     |
| A. Bardaro     | 13       | 2        | 0        | 0        | 2        | 2            | 0            | 0            | 0            | 0            | 1                   | 0                   | 0                   | 0                   | 0                   | 3                            | 0                            | 0                            | 0                            | 0                            | 5                | 0                | 0                | 0                | 0                | 24     | 2      | 0      | 0      | 2      |
| C. Chirichella | 29       | 209      | 147      | 42       | 20       | 2            | 10           | 8            | 1            | 1            | 1                   | 8                   | 5                   | 3                   | 0                   | 4                            | 22                           | 14                           | 6                            | 2                            | 6                | 36               | 22               | 11               | 3                | 42     | 285    | 196    | 63     | 26     |
| M. De Gennaro  | 35       | 1        | 1        | 0        | 0        | 3            | 0            | 0            | 0            | 0            | 1                   | 0                   | 0                   | 0                   | 0                   | 4                            | 0                            | 0                            | 0                            | 0                            | 6                | 0                | 0                | 0                | 0                | 49     | 1      | 1      | 0      | 0      |
| K. Eckl        | 8        | 24       | 12       | 7        | 5        | 0            | 0            | 0            | 0            | 0            | 0                   | 0                   | 0                   | 0                   | 0                   | 1                            | 1                            | 1                            | 0                            | 0                            | 2                | 15               | 6                | 5                | 4                | 11     | 40     | 19     | 12     | 9      |
| S. Fahr        | 25       | 215      | 160      | 41       | 14       | 3            | 36           | 26           | 9            | 1            | 1                   | 17                  | 14                  | 2                   | 1                   | 4                            | 36                           | 24                           | 10                           | 2                            | 7                | 59               | 37               | 17               | 5                | 40     | 363    | 261    | 79     | 23     |
| G. Guimarães   | 32       | 373      | 331      | 30       | 12       | 3            | 40           | 37           | 3            | 0            | 1                   | 16                  | 14                  | 1                   | 1                   | 4                            | 44                           | 36                           | 7                            | 1                            | 8                | 69               | 61               | 8                | 0                | 48     | 542    | 479    | 49     | 14     |
| I. Haak        | 33       | 519      | 440      | 59       | 20       | 3            | 52           | 46           | 5            | 1            | 1                   | 20                  | 19                  | 1                   | 0                   | 4                            | 68                           | 52                           | 9                            | 7                            | 9                | 149              | 123              | 15               | 11               | 50     | 808    | 680    | 89     | 39     |
| K. Lanier      | 18       | 175      | 152      | 9        | 14       | 0            | 0            | 0            | 0            | 0            | 1                   | 2                   | 2                   | 0                   | 0                   | 2                            | 15                           | 10                           | 2                            | 3                            | 1                | 5                | 3                | 0                | 2                | 22     | 197    | 167    | 11     | 19     |
| M. Lubian      | 18       | 114      | 73       | 17       | 24       | 2            | 7            | 6            | 0            | 1            | 0                   | 0                   | 0                   | 0                   | 0                   | 3                            | 22                           | 13                           | 7                            | 2                            | 6                | 56               | 32               | 16               | 8                | 29     | 199    | 124    | 40     | 35     |
| M. Łukasik     | 24       | 66       | 55       | 7        | 4        | 3            | 0            | 0            | 0            | 0            | 1                   | 10                  | 9                   | 1                   | 0                   | 5                            | 8                            | 6                            | 0                            | 2                            | 8                | 37               | 29               | 5                | 3                | 41     | 121    | 99     | 13     | 9      |
| N. Seki        | 25       | 14       | 6        | 2        | 6        | 3            | 0            | 0            | 0            | 0            | 0                   | 0                   | 0                   | 0                   | 0                   | 3                            | 6                            | 1                            | 0                            | 5                            | 9                | 3                | 1                | 0                | 2                | 40     | 23     | 8      | 2      | 13     |
| J. Wołosz      | 33       | 43       | 13       | 18       | 12       | 3            | 2            | 0            | 1            | 1            | 1                   | 3                   | 2                   | 1                   | 0                   | 4                            | 10                           | 5                            | 4                            | 1                            | 8                | 8                | 5                | 3                | 0                | 49     | 66     | 25     | 27     | 14     |
| Zhu T.         | 21       | 267      | 228      | 26       | 13       | 3            | 33           | 28           | 5            | 0            | -                   | -                   | -                   | -                   | -                   | 4                            | 52                           | 47                           | 3                            | 2                            | 9                | 121              | 106              | 14               | 1                | 37     | 473    | 409    | 48     | 16     |

P = presenze; PT = punti totali; AV = attacchi vincenti; MV = muri vincenti; BV = battute vincenti